# Chantaburi (stad)
Chant(h)aburi (Thais: จันทบุรี) is een stad in Oost-Thailand. Chantaburi is hoofdstad van de provincie Chantaburi en het district Chantaburi. De stad heeft ongeveer 40.000 inwoners.
De stad is bekend door haar edelstenenmarkt.
De stad is sinds 1965 de zetel van het rooms-katholieke bisdom Chanthaburi en is bekend vanwege de grote katholieke kathedraal (de grootste van Thailand).

## Afbeeldingen

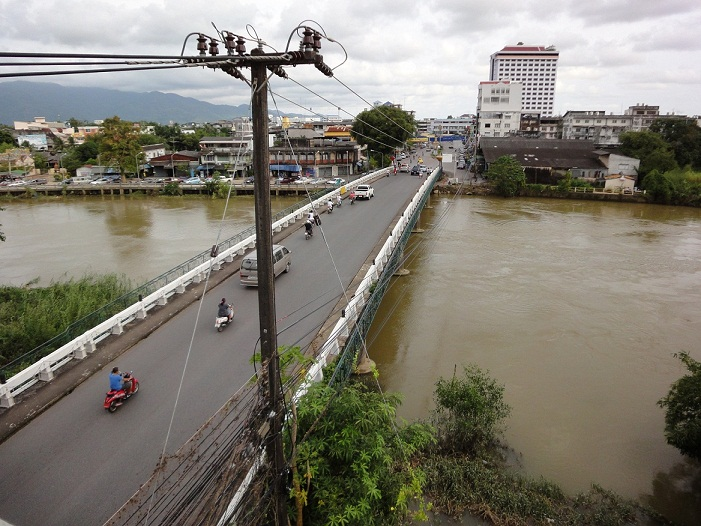
Brug
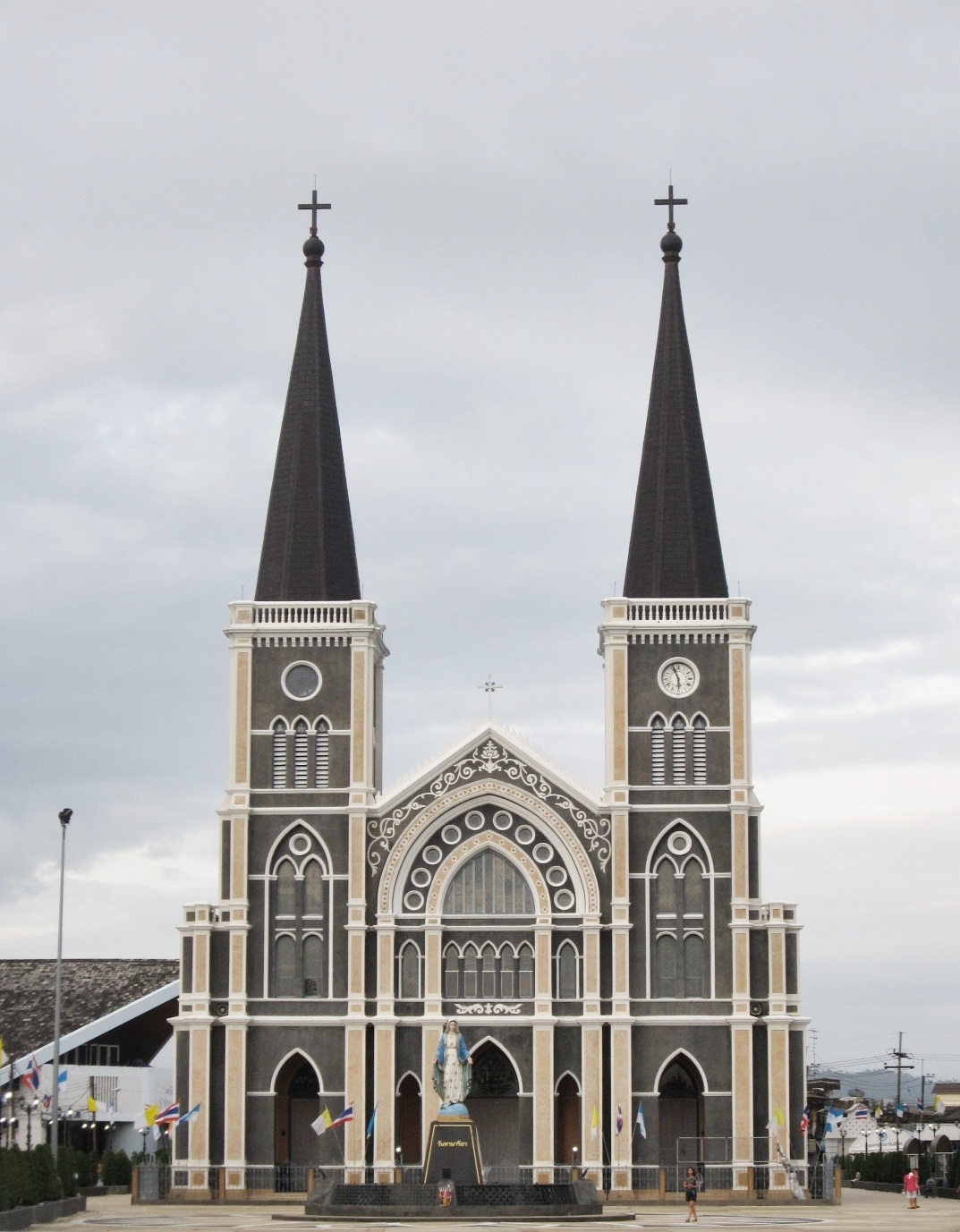
De grootste kathedraal van Thailand
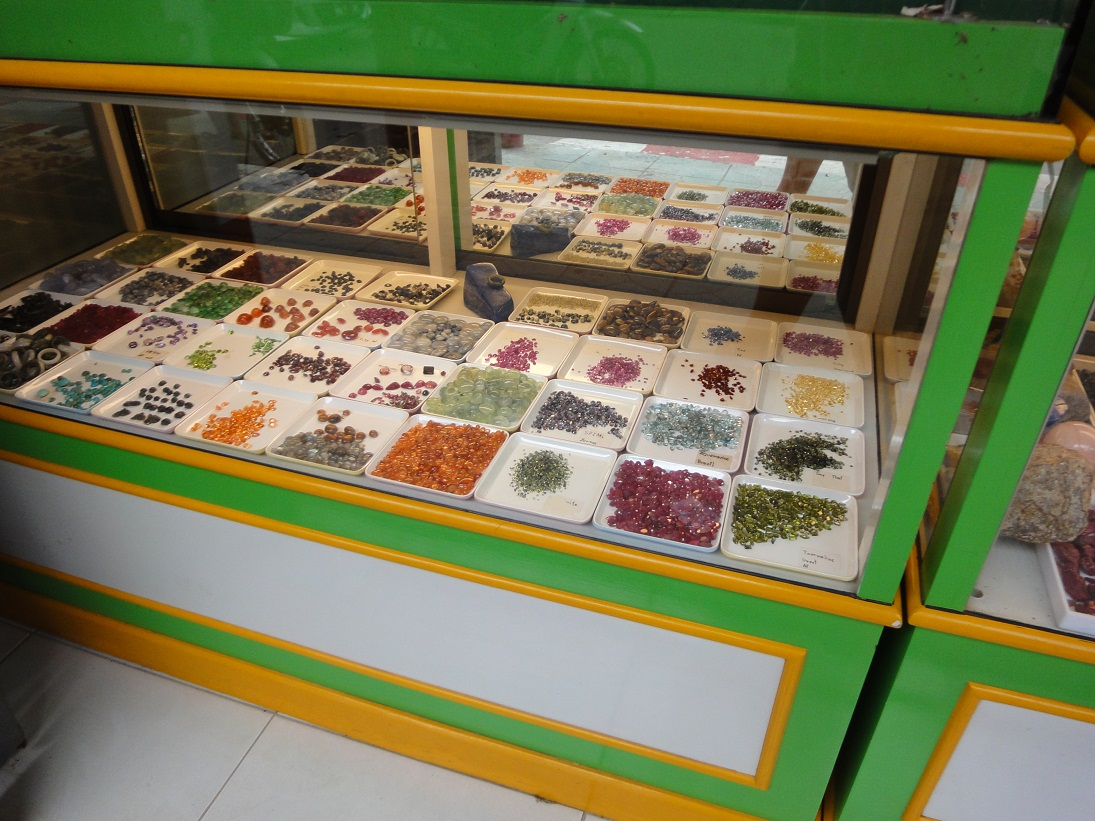
Edelstenen op de edelstenenmarkt